# Eschenburg (Familie)

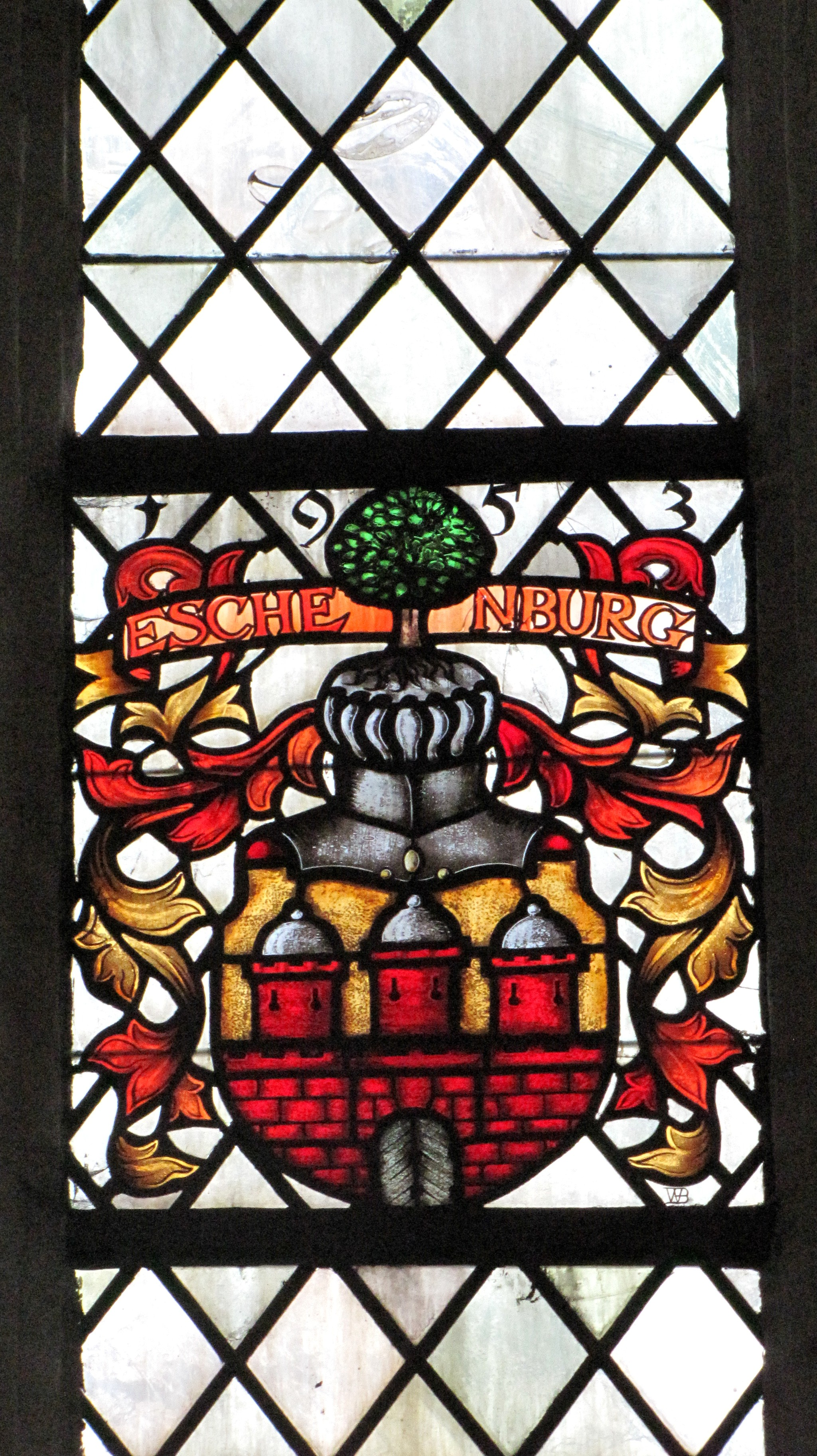
Familienwappen im Fenster der Eschenburg-Kapelle in der Marienkirche

Eschenburg ist der Familienname einer in Lübeck beheimateten Familie von Rotlöschern – spezialisierten Gerbern, deren Mitglieder im 19. Jahrhundert als hanseatische Kaufleute und Gelehrte an die Spitze des Stadtpatriziats aufstiegen. In den Buddenbrooks von Thomas Mann werden Mitglieder der Familie unter dem Namen Huneus skizziert.
Die Familie Eschenburg lässt sich in Lübeck seit dem Ende des 15. Jahrhunderts nachweisen.
Gemeinsamer Ahnherr der beiden zu Bekanntheit gelangten Lübecker Familienzweige der Eschenburgs war der Hauptpastor der Jakobikirche
- Bernhard Eschenburg (Pastor) (1762–1832), dessen Söhne Georg Bernhard und Johann Daniel die beiden Linien begründeten. Er war in zweiter Ehe verheiratet mit Maria Dorothea Havemann, über die ihr Sohn die Holzhandlung Jost Hinrich Havemann & Sohn erbte.
  - Johann Daniel Eschenburg (1809–1884), Senator und Kaufmann in Lübeck, Inhaber der Firma Jost Hinrich Havemann & Sohn
    - Herrmann Eschenburg (1844–1920), Kaufmann, Senator und Bürgermeister der Hansestadt Lübeck, Inhaber der Firma Jost Hinrich Havemann & Sohn
      - Hermann Eschenburg (1872–1954), Kaufmann und Präses der Handelskammer Lübeck, Inhaber der Firma Jost Hinrich Havemann & Sohn
      - Karl Eschenburg (1877–1943), Gutsbesitzer und Ministerpräsident des Freistaats Mecklenburg-Schwerin

    - Bertha Eschenburg (1846–1926), ⚭ 1865 mit Hermann Wilhelm Fehling, Kuk-Konsul und Kaufmann in Lübeck, nationalliberaler Reichstagsabgeordneter der Stadt
    - August Eschenburg (1848–1910), preußischer Offizier, zuletzt Generalmajor

  - Georg Bernhard Eschenburg (1811–1886), Praktischer Arzt in Lübeck, Leiter der Lübecker Heilanstalt 1838–1888
    - Bernhard Eschenburg (Philologe) (1843–1931), Philologe, Oberlehrer am Katharineum zu Lübeck
      - Marie Emma Eschenburg (1874–1970) ⚭  1896 Cay Diedrich Lienau (1867–1953), Senator und Staatsanwalt in Lübeck

    - Johann Georg Eschenburg (1844–1936), Jurist, Senatssekretär, Senator und Regierender Bürgermeister der Hansestadt Lübeck
      - Theodor Eschenburg (1876–1968), Seeoffizier, Kommandant der Vulkan, Konteradmiral der Reichsmarine und Generaladjudant Kaiser Wilhelm II. im niederländischen Exil
        - Theodor Eschenburg (1904–1999), Politikwissenschaftler und Politiker, Hochschullehrer in Tübingen
        - Harald Eschenburg (1914–1987), Buchhändler, Antiquar und Autor

    - Theodor Eschenburg (Mediziner) (1853–1921)